# Svarttjärnen (Leksands socken, Dalarna)
Svarttjärnen är en sjö i Leksands kommun i Dalarna och ingår i Dalälvens huvudavrinningsområde.